# 学校法人綜藝種智院
学校法人綜藝種智院（がっこうほうじんしゅげいしゅちいん）は、京都府京都市伏見区に本部を置く学校法人である。

## 沿革
学校法人綜藝種智院は、828年（天長5年）に弘法大師空海が平安京に創設したといわれる綜藝種智院に歴史的端緒を見出すものとしているが、綜芸種智院は空海の死後、廃れ、廃止された。現在の法人ならびにその設置した学校の直接の起源は、真言宗の僧であった雲照が1881年（明治14年）に開いた僧侶育成機関の「総黌」（そうこう）である。その後の変遷の結果、戦前の段階で高等教育機関の京都専門学校と中等教育機関の東寺中学校の両学となった。
1949年（昭和24年）、両校はそれぞれ私立学校法に基づく4年制大学の種智院大学と東寺高等学校（現在の洛南高等学校）となり、1951年に認可を得て設置者は「学校法人真言宗京都学園」となった。法人の設置主体中心は古義真言宗の14本山（仁和寺、宝山寺、朝護孫子寺、勧修寺、大覚寺、醍醐寺、中山寺、西大寺、教王護国寺（東寺）、清澄寺、泉涌寺、善通寺、須磨寺および随心院）である。また、新義真言宗3派（真言宗智山派、真言宗豊山派および新義真言宗）が教育振興に協力している。
1985年（昭和60年）に洛南高等学校附属中学校を設立した。
1999年（平成11年）、種智院大学のキャンパスを、東寺境内（洛南高等学校・附属中学校の北隣）から伏見区向島に移転する。
2009年（平成21年）7月、洛南高等学校・附属中学校の経営権を別に新設する学校法人に移し、種智院大学と経営を分離する方針を決定した。2011年4月、洛南高等学校・附属中学校の経営は新設する学校法人真言宗洛南学園に移され、同年11月1日、真言宗京都学園は法人名を「綜藝種智院」に改めた。さらに、経営支援本山として、石山寺、国分寺、七宝瀧寺、神護寺、平間寺、前神寺、室生寺が加わった。

## 設置校
- 種智院大学 - 認可年月日：昭和24年2月21日、設置学部：仏教学部(現在は、人文学部)[1]

## 旧設置校
以下の学校は、いずれも学校法人真言宗洛南学園に移管されている。
- 洛南高等学校 - 認可年月日：昭和23年11月11日、全日制課程[1]
- 洛南高等学校附属中学校 - 認可年月日：昭和60年2月13日[1]

## 歴代理事長
- 山本忍梁、教王護国寺長者
- 木村澄覚、教王護国寺長者
- 田中清澄、東寺派宗務総長
- 森諦圓、仁和寺門跡
- 鷲尾隆輝、教王護国寺長者
- 松村祐澄、仁和寺門跡
- 吉田裕信、仁和寺門跡
- 片山宥雄、大覚寺門跡
- 麻生文雄（2003年～2008年）、醍醐寺座主
- 樫原禅澄（2008年～）、善通寺法主
- 村主康瑞（2013年～）、中山寺長老

## 参照
1. 1 2 3  2008年5月1日現在の日本私立学校振興・共済事業団「学校法人情報検索システム」による。